# 里奇堡 (馬里蘭州)
里奇堡（英語：Fort Ritchie）是位於美國馬里蘭州華盛頓縣的一個普查規定居民點。

## 人口
根據2020年美國人口普查的數據，里奇堡的面積為2.61平方千米，當中陸地面積為2.52平方千米，而水域面積為0.09平方千米。當地共有人口12人，而人口密度為每平方千米4.6人。